# Vênus Calipígia
Vênus Calipígia (português brasileiro) ou Vénus Calipígia (português europeu) (em latim: Venus Callipyge), conhecida também como Afrodite Calipígia (em grego: Ἀφροδίτη Καλλίπυγος; romaniz.: Aphrodite Kallipygos), é uma famosa estátua romana antiga de mármore que acredita-se ser uma cópia de uma original grega mais antiga. Seu nome significa literalmente "Vênus (ou Afrodite) das belas nádegas". Num belo exemplo de anasyrma, a estátua representa uma mulher seminua levantando seu peplo diáfano para descobrir seus quadris e suas nádegas enquanto olha para trás por cima dos ombros, talvez para admirá-las. O tema é convencionalmente identificado com a deusa Vênus (equivalente à deusa grega Afrodite), mas é igualmente possível tratar-se de uma mera mortal.
A estátua de mármore conhecida por este nome é do século I a.C. e a original grega na qual ela foi baseada acredita-se ter sido fundida em bronze por volta de 300 a.C., no começo da era helenística. A proveniência da cópia é desconhecida, mas ela foi redescoberta, sem a cabeça, no início da Idade Moderna. A cabeça foi restaurada primeiro no século XVI e novamente no século XVIII (neste caso, o escultor seguiu a restauração anterior de forma muito próxima). A cabeça foi criada para representar a mulher olhando para trás sobre os ombros, chamando ainda mais atenção para suas nádegas nuas e contribuindo ainda mais para a sua enorme popularidade. Nos séculos XVII e XVIII a estátua foi identificada como sendo Vênus e associada com um templo dedicado a Afrodite Calipígia em Siracusa, na Sicília, discutido por Ateneu em sua Dipnosofistas. Inúmeras cópias foram feitas deste exemplar em mármore, incluindo por Jean-Jacques Clérion e François Barois.

## História
A Vênus Calipígia sobrevivente é uma antiga obra romana em mármore do século I a.C. Acredita-se que o original perdido seja uma estátua grega em bronze de 300 a.C., o início do período helenístico. Não se sabe nem o autor e nem a proveniência da versão em mármore, mas ela foi redescoberta, sem a cabeça, em Roma antes do século XVI. Alguns defendem que ela provavelmente foi encontrada nas ruínas da Casa Dourada do imperador Nero, embora esta tese seja improvável, pois fragmentos descobertos no local não revelaram evidências de obras de qualidade tão alta quanto a Vênus.

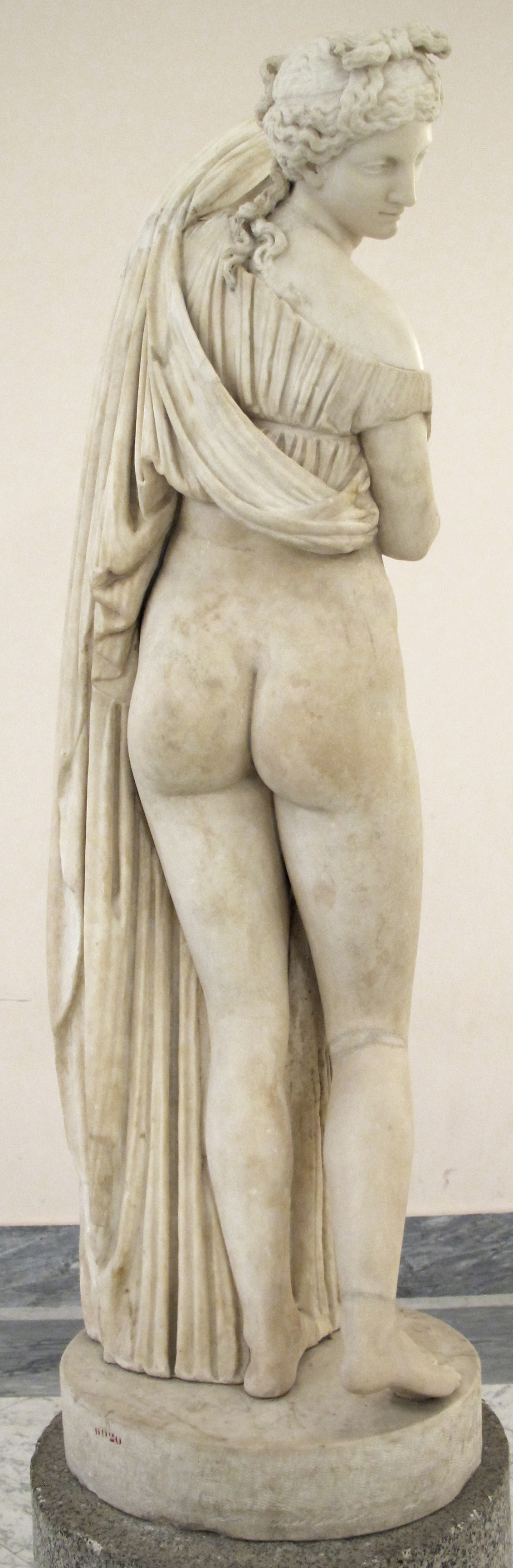
Visão posterior.

A cabeça faltante foi reconstruída no século XVI e o restaurador decidiu esculpir a figura olhando sobre os ombros para suas próprias nádegas, uma escolha que deu à Vênus sua pose tão característica e teve um efeito importante sobre todas as interpretações futuras da obra. A estátua foi adquirida pela família Farnese e já estava no Palazzo Farnese em 1594; é possível inclusive que ela seja a Vênus seminua descrita no palácio por visitantes no começo daquele mesmo século. No século XVII, sabe-se que ela estava na "Sala dos Filósofos" rodeada por estátuas de dezoito filósofos antigos. Em 1731, todo o patrimônio dos Farnese foi herdado por Carlos de Bourbon, que levou algumas das estátuas, incluindo a Vênus, para o outro lado do Tibre, para a Villa Farnesina.
Em 1786, os Bourbons decidiram levar a Vênus Calipígia para Nápoles com o resto da Coleção Farnese. Primeiro, porém, ela foi enviada para ser restaurada por Carlo Albacini. Respondendo a críticas contemporâneas sobre algumas características da estátua, Albacini substituiu a cabeça, os braços e uma perna; ele seguiu a restauração anterior de forma bastante fiel ao manter a figura olhando para trás sobre os ombros. Já em 1792, a estátua estava no Museu de Capodimonte, em Nápoles, e em 1802, no Museo degli Studi, atualmente o Museu Arqueológico Nacional, onde ela ainda hoje está.

## Interpretações
A decisão dos restauradores de determinar que a figura estaria olhando para suas nádegas afetou fortemente as futuras interpretações, a tal ponto que os classicistas Mary Beard e J. G. W. Henderson as descrevem como tendo "criado uma obra-prima no lugar de um fragmento". A pose da estátua restaurada chama mais atenção sobre as nádegas nuas e confere à figura seu aspecto erótico. Finalmente, a restauração relembrou os admiradores da estátua uma história registrada em Dipnosofistas, de Ateneu, sobre a fundação de um templo dedicado a "Afrodite Calipígia" na antiga Siracusa, Sicília. Segundo ele, duas belas irmãs de uma fazenda perto da cidade discutiram sobre qual das duas era dona das nádegas mais formosas e pediram para que um jovem que passava na região servisse de juiz. Elas se mostraram para o jovem, que era filho de um homem rico, e ele decidiu pela irmã mais velha. Subsequentemente, ele se apaixonou por ela e ficou "doente de amor". Ao saber do ocorrido, o irmão mais novo do jovem foi conhecer as garotas pessoalmente e se apaixonou pela irmã mais nova. A partir daí, os dois irmãos se recusaram a conhecer quaisquer outras noivas e, por isso, o pai deles arranjou para que eles se casassem com as irmãs. Os cidadãos de Siracusa passaram a chamar as irmãs de Calípigos (Kallipugoi; "as de belas nádegas") e, por contra da recém-encontrada prosperidade, eles decidiram dedicar um templo a Afrodite, chamando-o de Calípigo (Kallipygos).
Outras fontes mencionam o culto de Afrodite Calipígia em Siracusa. O escritor cristão Clemente de Alexandria o inclui em uma lista de manifestações eróticas da religião pagã. A partir do século XVI, o conto de Ateneu circulou juntamente com a releitura de histórias da mitologia clássica de Vincenzo Cartari, "Le Imagini". Muitos dos admiradores dos séculos XVII e XVIII identificaram o tema da estátua como sendo a deusa Vênus e supuseram que ela seria a estátua de culto do templo da Afrodite Calipígia. Por conta disto, ela era descrita frequentemente na época como sendo uma estátua da Vênus saindo do banho. Outros a identificaram como sendo uma das garotas "de belas nádegas" da história de Ateneu e, por isso, chamavam a estátua de "La Belle Victorieuse" ou "La Bergère Grecque".
Em 1836, Famin a chamou de "uma estatueta charmosa", mas lembrou que ela "ficava num recinto reservado, onde os curiosos só entravam sob a vigilância de um guardião, embora mesmo esta precaução não tenha evitado que as formas arrendondadas que valeram à deusa o nome de Calipígia ficassem cobertas por uma mancha escura, o que trai os beijos profanos que admiradores fanáticos deixavam ali todos os dias. Nós mesmo conhecemos um jovem turista alemão tocado por uma paixão louca por este mármore voluptuoso; e a comiseração que seu estado mental inspirava deixava de lado qualquer ideia de ridículo".

## Cópias modernas

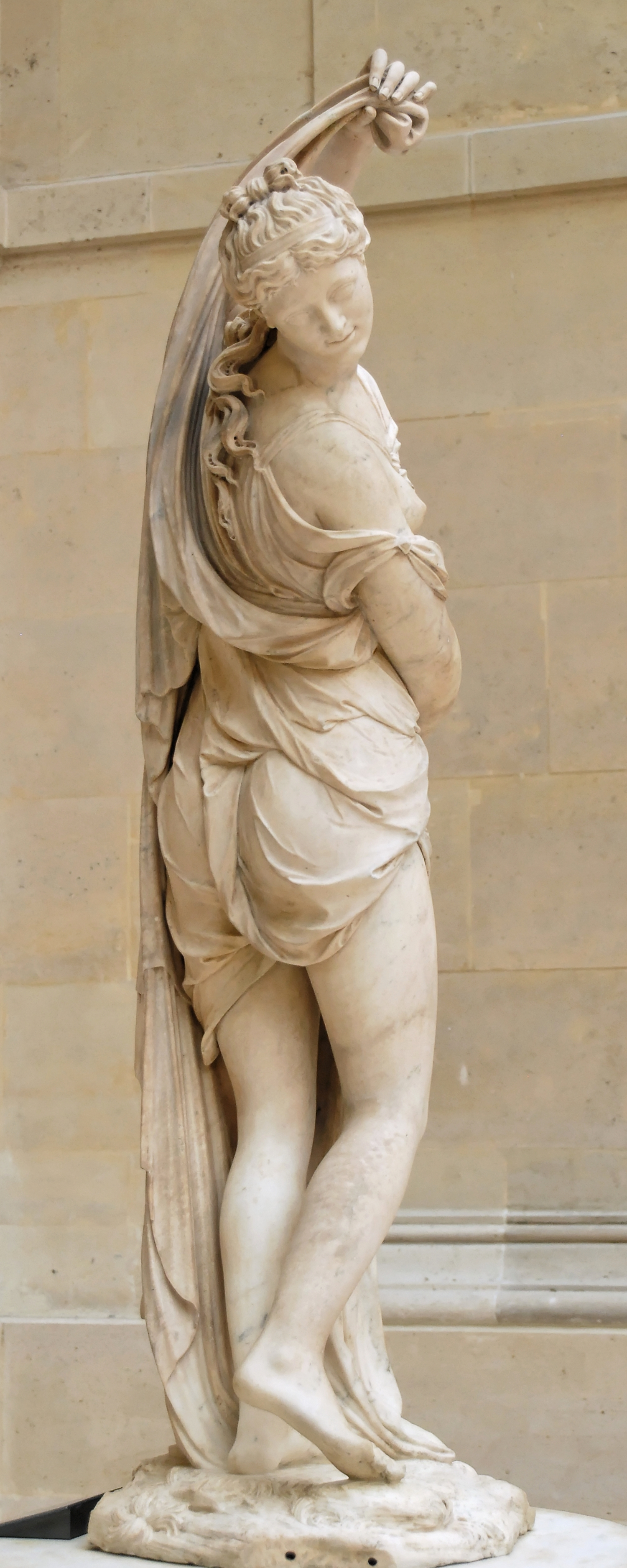
Cópia no Louvre, em Paris.

Uma cópia de mármore de Jean-Jacques Clérion (1686) foi enviada para o Palácio de Versailles. Outra foi feita por François Barois durante sua residência na Academia Francesa em Roma (1683-1686). Ela também foi enviada para Versailles, depois para Marly-le-Roi em 1695, onde ela recebeu vestes adicionais em mármore, obra de Jean Thierry, para não ofender as sensibilidades públicas cada vez mais pudicas; a estátua permaneceu em Marly até a Revolução Francesa, quando ela foi levada para o Jardin des Tuileries.
Augusto, o Forte, encomendou uma cópia, que foi executada por Pierre de l’Estache em Roma entre 1722 e 1723 para o Grosser Garten em Dresden. Porém, ela foi destruída no grande bombardeio de 1945.